# Saint-Martin-de-Boubaux
Saint-Martin-de-Boubaux – miejscowość i gmina we Francji, w regionie Oksytania, w departamencie Lozère.
Według danych na rok 1990 gminę zamieszkiwało 149 osób, a gęstość zaludnienia wynosiła 5 osób/km² (wśród 1545 gmin Langwedocji-Roussillon Saint-Martin-de-Boubaux plasuje się na 754. miejscu pod względem liczby ludności, natomiast pod względem powierzchni na miejscu 193.).